# Euphorbia rubromarginata
Euphorbia rubromarginata är en törelväxtart som beskrevs av Leonard Eric Newton. Euphorbia rubromarginata ingår i släktet törlar, och familjen törelväxter. Inga underarter finns listade i Catalogue of Life.